# Panna (district)
Panna is een district van de Indiase staat Madhya Pradesh. Het district telt 854.235 inwoners (2001) en heeft een oppervlakte van 7135 km².
Hoofdstad: Bhopal
Districten: